# تشاريتي روبن
تشاريتي روبن (بالإنجليزية: Charity Reuben)‏ هي لاعبة كرة قدم نيجيرية، ولدت في 25 ديسمبر 2000.

## وصلات خارجية
- تشاريتي روبن على موقع الاتحاد الدولي (مؤرشف)  (الإنجليزية)
- تشاريتي روبن على موقع قاعدة بيانات كرة القدم.إي يو (الإنجليزية)
- تشاريتي روبن على موقع Soccerway.com (الإنجليزية)